# Cerreto Grue
Cerreto Grue és un municipi situat al territori de la província d'Alessandria, a la regió del Piemont, (Itàlia).
Limita amb els municipis de Costa Vescovato, Montegioco, Sarezzano i Villaromagnano.
Pertanyen al municipi les frazioni d'Arpicella, Battignana, Cabanotto i Valeria.

## Galeria fotogràfica

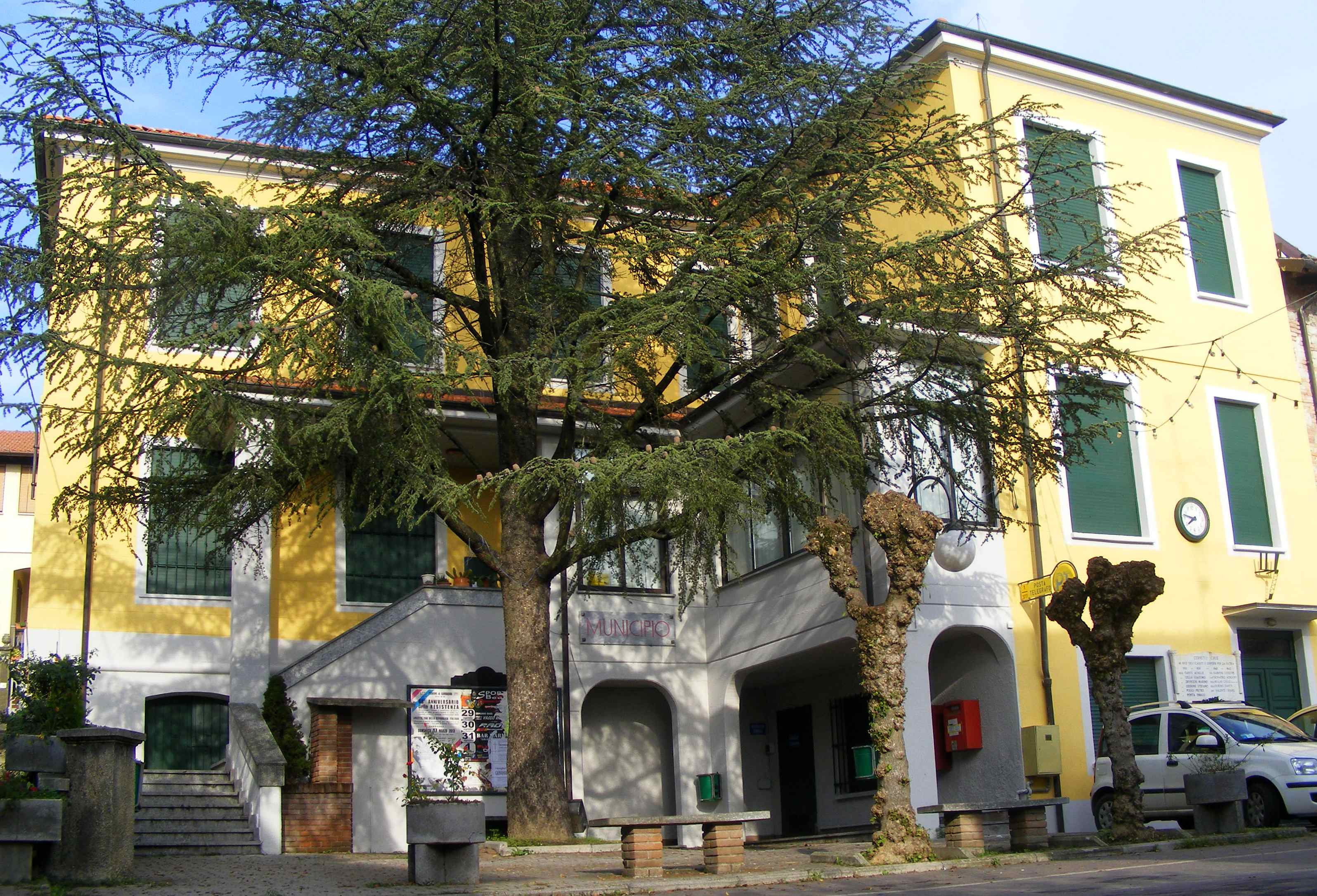
Ajuntament
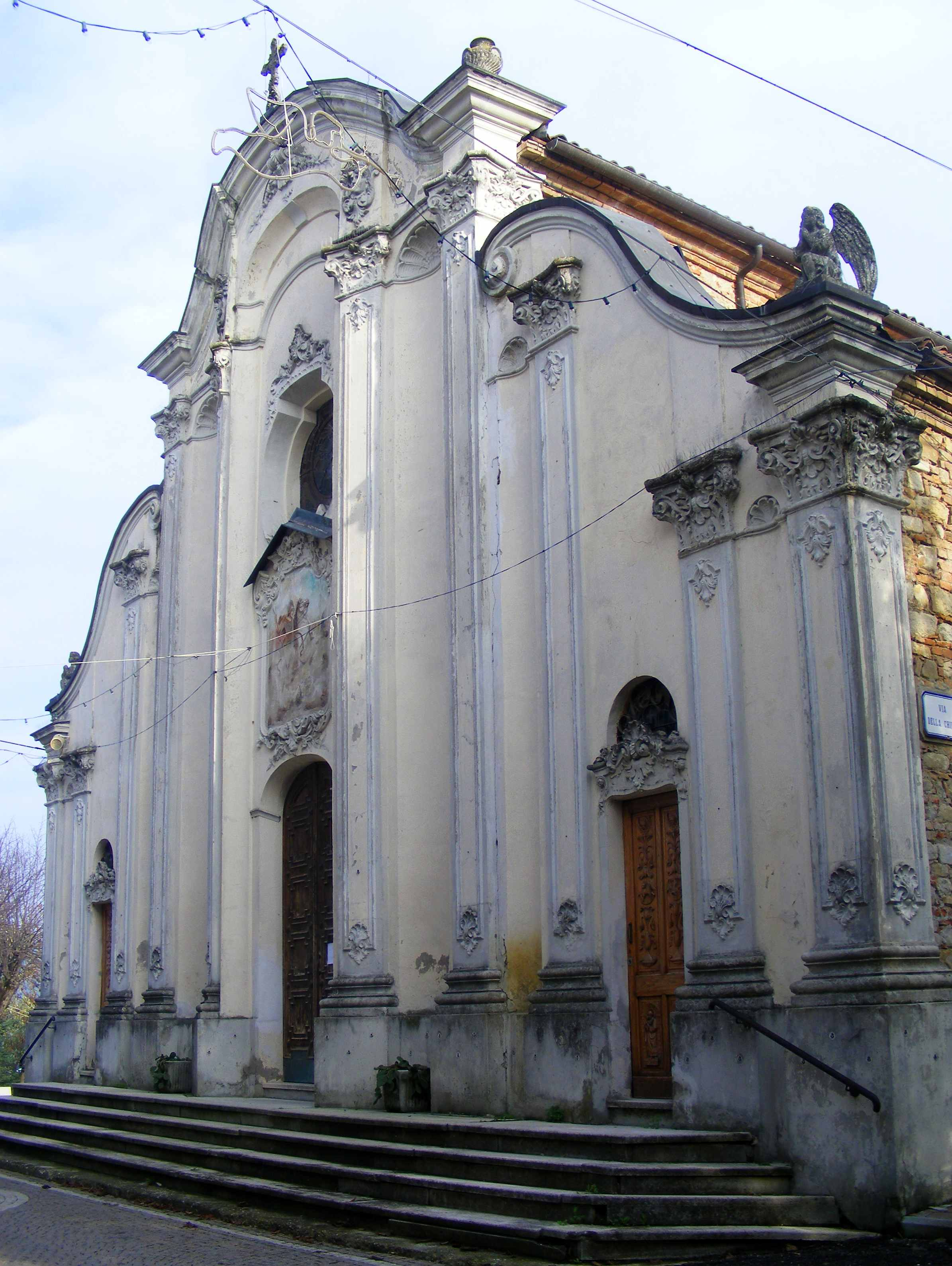
Església de S.Jordi